# 平清香
平清香（日语：平 清香，1984年6月24日—），日本AV女優。所屬事務所是リズムプロモーション。
身高154cm。三圍是B81、W56、H83cm。興趣是寫詩和田徑。

## 個人簡歷
出身於秋田縣。2009年11月以成人影片製造商kawaii*的專屬女優身分在AV界出道。出道時的藝名是「鈴木希亞羅（鈴木 きあら，すずき きあら）」，所屬事務所是ROSARIO。
當時的出生日期是1990年7月7日，胸圍81cm。隔年2月離開專屬身分，並在Outvision Group的MOODYZ和PREMIUM的作品中演出。
2010年9月25日於官方部落格上宣布於當月引退。
2011年以「美空愛梨（美空あいり，みそら あいり）」（所屬事務所是エルプロモーション）為藝名進行短期活動。
2014年以「愛加亞美（愛加あみ，まなか あみ）」為藝名，第3度回歸AV界。
2015年1月20日由カリビアンコム發行「美微乳 愛加あみ」並改現在的藝名。

## 外部連結
- 平清香 - X CITY AV女優圖鑑
- 平清香的X（前Twitter）